# مملكة (تصنيف)
المملكة أو العالم (بالإنجليزية: kingdom) (باللاتينية: regna وجمعها regnum) في علم تصنيف الأحياء هي ثاني أعلى مرتبة تصنيفية تحت النطاق. وتنقسم الممالك إلى مجموعات أصغر تسمى الشعب. استخدمت الكتب المدرسية في الولايات المتحدة نظام من ست ممالك (الحيوانات، والنباتات، والفطريات، والطلائعيات، العتائق أوالأصليات، والبكتيريا) على نحو تقليدي، ويطلق على العتائق أو الأصليات أيضا مصطلح البكتيريا القديمة وهي مملكة جديدة فصلها العلماء عن مملكة البكتيريا لاختلافها عنها، فهي تعيش في بيئة صعبة كالينابع البكتيرية الحارة وامعاء الثديات وهي تحصى بالملايين. اما الكتب المدرسية البريطانية والأسترالية وفي أمريكا اللاتينية فاستخدمت خمس ممالك فقط وهي (الحيوانات، والنباتات، والفطريات، والطلائعيات، وبدائيات النوى/ الوحدانات)، إذ يدمج ذلك التصنيف الأخير مملكتي البكتيريا والأصليات في مملكة واحدة هي البدائيات أو الوحدانات.
بعض التصنيفات التي ظهرت في الآونة الأخيرة على أساس نهج التفرع الحيوي الحديث (الكلاديسيات) قد تخلت صراحة عن مصطلح "المملكة"، مشيرة إلى أن الممالك التقليدية ليست أحادية النمط الخلوي (أو أحادية السلائف/العرق)، أي لا أنها لا تتألف من جميع المتحدرين من نفس السلف.

## التعريف وما يرتبط به من مصطلحات
عندما قدم كارل لينيوس نظام التسميات القائم على الرتب (المنازل) في علم الأحياء، قام باعطاء أعلى رتبة فيه اسم "المملكة"، وتبع ذلك أربعة رتب أخرى رئيسية أو أساسية وهي: الطائفة والرتبة والجنس ونوع. في وقت لاحق أُدخِلَت في النظام رتبتين رئيسيتين إضافيتين مما جعل التسلسل في النظام كالآتي: المملكة، ثم الشعبة، ثم الطائفة ثم الرتبة، ثم الفصيلة، ثم الجنس، ثم النوع. في الستينات من القرن العشرين أُدخِلَت مرتبة جديدة فوق المملكة، ألا وهي النطاق (أو الإمبراطورية)، حتى أن المملكة لم تعد الآن أعلى رتبة في ذلك النظام.
وتنضوي مباشرةً تحت المملكة مرتبتان فرعيتان هما: العويلم (بالإنجليزية: Subkingdom) والمملكة الدنيا (بالإنجليزية: Infrakingdom/Branch). يمكن اعتبار المصطلح المملكة العليا (بالإنجليزية: Superkingdom) باعتباره يعادل النطاق/الإمبراطورية أو أنه مرتبة مستقلة بذاتها بين المملكة والنطاق/النطاق الفرعي. في بعض نظم التصنيف يمكن إدراج رتبة إضافية وهي الفرع (بالإنجليزية: branch) (باللاتينية: ramus) بين المملكة الفرعية والدنيا (مثل أوليات الفم وثانويات الفم في تصنيف كَفاليير-سميث).
| لينيوس 1735 | هايكل 1866 | شاتون 1925    | كوبلاند 1938 | ويتيكر 1969 | ووز ورفاقه. 1977 | ووز ورفاقه. 1990 | كافلييا سميث 1993 | كافلييا سميث 1998 | كافلييا سميث ورفاقه. 2015 |
| ----------- | ---------- | ------------- | ------------ | ----------- | ---------------- | ---------------- | ----------------- | ----------------- | ------------------------- |
| 2 مملكتين   | 3 ممالك    | 2 إمراطوريتين | 4 ممالك      | 5 ممالك     | 6 ممالك          | 3 نطاقات         | 8 ممالك           | 6 ممالك           | 7 ممالك                   |
| (لم تعالج)  | الطلائعيات | بدائيات النوى | الوحدانات    | الوحدانات   | البكتيريا        | البكتيريا        | البكتيريا         | البكتيريا         | البكتيريا                 |
| (لم تعالج)  | الطلائعيات | بدائيات النوى | الوحدانات    | الوحدانات   | العتائق          | العتائق          | العتائق           | البكتيريا         | العتائق                   |
| (لم تعالج)  | الطلائعيات | حقيقيات النوى | الطلائعيات   | الطلائعيات  | الطلائعيات       | حقيقيات النوى    | الأرتشزوى         | الأوليات          | \|الأوليات                |
| (لم تعالج)  | الطلائعيات | حقيقيات النوى | الطلائعيات   | الطلائعيات  | الطلائعيات       | حقيقيات النوى    | الأوليات          | الأوليات          | \|الأوليات                |
| (لم تعالج)  | الطلائعيات | حقيقيات النوى | الطلائعيات   | الطلائعيات  | الطلائعيات       | حقيقيات النوى    | الأسناخ صبغية     | الأسناخ صبغية     | الأسناخ صبغية             |
| النباتات    | النباتات   | حقيقيات النوى | النباتات     | النباتات    | النباتات         | حقيقيات النوى    | النباتات          | النباتات          | النباتات                  |
| النباتات    | النباتات   | حقيقيات النوى | النباتات     | الفطريات    | الفطريات         | حقيقيات النوى    | الفطريات          | الفطريات          | الفطريات                  |
| الحيوانات   | الحيوانات  | حقيقيات النوى | الحيوانات    | الحيوانات   | الحيوانات        | حقيقيات النوى    | الحيوانات         | الحيوانات         | الحيوانات                 |

| خصائص المملكة | خصائص المملكة             | خصائص المملكة             | خصائص المملكة                 | خصائص المملكة           | خصائص المملكة             | خصائص المملكة            |
| ------------- | ------------------------- | ------------------------- | ----------------------------- | ----------------------- | ------------------------- | ------------------------ |
| فوق المملكة   | فوق مملكة البدائيات       | فوق مملكة البكتيريا       | فوق مملكة حقيقيات النوى       | فوق مملكة حقيقيات النوى | فوق مملكة حقيقيات النوى   | فوق مملكة حقيقيات النوى  |
| المملكة       | مملكة البكتيريا البدائية  | مملكة البكتيريا الحقيقية  | مملكة الطلائعيات              | مملكة الفطريات          | مملكة النباتات            | مملكة الحيوانات          |
| مثال          | بكتيريا محبة للحموضة      | البكتيريا الكاذبة         | الباراميسيوم                  | فطر المشروم             | الحزازيات                 | دودة الأرض               |
| نوع الخلية    | بدائية النوى              | بدائية النوى              | حقيقية النوى                  | حقيقية النوى            | حقيقية النوى              | حقيقية النوى             |
| جدار الخلية   | خالي من ببتيدوجلايكان     | محتوي على ببتيدوجلايكان   | محتوي بعضها على السيليلوز     | مُحتوي على الكايتين      | محتوى على السيليلوز       | غير محتوية على جدر خلوية |
| تعداد الخلايا | وحيدة الخلية              | وحيدة الخلية              | وحيدة الخلية أو عديدة الخلايا | غالباً عديدة الخلايا     | عديدة الخلايا             | عديدة الخلايا            |
| التغذي        | ذاتية أو غير ذاتية التغذي | ذاتية أو غير ذاتية التغذي | ذاتية أو غير ذاتية التغذي     | غير ذاتية التغذي        | ذاتية أو غير ذاتية التغذي | غير ذاتية التغذي         |